# Мендес, Чико
Франсишку Алвеш Мендеш Филью, более известный как Чико (Шику) Мендес (порт. Francisco Alves Mendes Filho, Chico Mendes, 15 декабря 1944 — 22 декабря 1988) — бразильский профсоюзный деятель и экоактивист, защищавший амазонские джунгли, один из основателей Партии трудящихся. Национальный герой Бразилии.

## Биография
Родился в Шапури (штат Акри) в семье сборщиков каучука.
Вместе со своим товарищем Уилсоном Пиньейру являлся пионером бразильского движения за охрану окружающей среды, сумевшим мобилизовать местные сообщества, чтобы остановить рост вырубки бразильской сельвы (то есть влажных тропических лесов, джунглей), и первым призвал к ограничению прав владельцев ранчо. Мендеш защищал каучуковые деревья, спасая их от произвола землевладельцев, вырубавших леса, чтобы превратить их в пастбища для скота.
Чико Мендеш был убит 22 декабря 1988 года на пороге собственного дома в посёлке Шапури (штат Акри, Бразилия). Он боролся за защиту Амазонии и людей, живущих в бразильской сельве, и отдал этой борьбе свою жизнь.
Сегодня Мендеша считают человеком, который внес большой вклад в создание нового современного лица Амазонии, а также в разработку концепции, сочетающей в себе принципы экологически устойчивого использования лесных ресурсов, социальную политику и защиту прав местного населения. Наследием идей Мендеша в Бразилии является сеть организаций, помогающих местным сообществам вести бизнес в сельве, не вырубая тропические леса.
В его родном штате Акри возникают в настоящее время развиваются проекты по созданию важных объектов инфраструктуры в соответствии с его идеями. Правительство Бразилии, штат Акре и Всемирный банк осуществляют партнерское взаимодействие в целях реализации новаторских инициатив штата на основе разработанной Мендешем концепции будущего развития.

## Память
В 1988 году была учреждена Медаль сопротивления имени Чико Мендеса.